# Ochthebius schuberti
Ochthebius schuberti är en skalbaggsart som beskrevs av Manfred A. Jäch 1999. Ochthebius schuberti ingår i släktet Ochthebius och familjen vattenbrynsbaggar. Inga underarter finns listade i Catalogue of Life.